# Standardisation et uniformisation de l'orthographe des langues nationales du Zaïre
La standardisation et uniformisation de l'orthographe des langues nationales du Zaïre est un ensemble de règles orthographiques et de critères alphabétiques recommandés par une des commissions du premier séminaire des linguistes du Zaïre (aujourd'hui République démocratique du Congo) à Lubumbashi du 22 au 26 mai 1974. Les langues directement concernées sont : le kikongo ya leta, le lingala, le swahili et le tshiluba.

## Règles et principes de base

### Règles de base
1. Dans la mesure du possible, il faut éviter de recourir à des digrammes, trigrammes, etc., pour représenter un seul son.
2. Il ne faut jamais se servir d’un seul signe pour représenter un groupe de sons.
3. Il ne faut pas utiliser plusieurs signes différents pour représenter un même son.
4. L’orthographe d’une langue est avant tout phonologique et non phonétique ; pour cette raison tous les traits distinctifs d’une langue doivent être représentés et les traits phonétiques négligés[1].

### Principes de base
Plusieurs principes de base découlent de ces règles de base :
1. L’orthographe (écriture phonologique) doit être distinguée de la transcription (notation phonétique).
2. Le principe fondamental de toute orthographe qui se veut fonctionnelle est celui qui commande de représenter tout son distinctif par un seul signe.
3. Par réalisme cependant, certains traits phonétiques peuvent être représentés dans l’écriture. C’est ainsi que des allophones d’un même phonème peuvent être notés. Cela doit dépendre de la distance phonétique qui les sépare ou de la nature des contextes qui les déterminent.
4. Parce que l’orthographe est une convention qui doit viser avant tout l’efficacité dans la perspective de son apprentissage et de son utilisation par les locuteurs de la langue, la Commission a tenu compte des situations préexistantes ; nous ne sommes donc pas partis de zéro. Nous avons, en partie, été d’accord avec ce qui existait déjà. Nous avons cependant apporté des modifications lorsque l’uniformisation l’imposait.
5. L’orthographe peut avoir une fonction morphologique : cependant, le niveau morphologique ne peut être représenté dans l’écriture que dans la mesure où cette représentation n’entraîne aucun inconvénient.
6. La transcription doit éviter de s’embarrasser des considérations d’ordre diachronique ; elle doit plutôt s’appliquer à l’état actuel de la langue.

## Règles

### Voyelles
| Voyelles      | Voyelles | Voyelles | Voyelles | Voyelles |
| ------------- | -------- | -------- | -------- | -------- |
| i             | i        |          | u        | u        |
| e             | e        |          | o        | o        |
| ɛ             | ɛ        |          | ɔ        | ɔ        |
|               |          | a        |          |          |
| Semi-voyelles |          |          |          |          |
| y             | y        |          | w        | w        |

#### Voyelles orales
Les lettres a, e, ɛ, i, o, ɔ et u sont utilisées, mais ɛ et ɔ sont omis dans les langues à cinq voyelles (kikongo, swahili, tshiluba, etc.).

#### Voyelles nasalisées
Le tilde est utilisé pour indiquer les voyelles nasales dans les langues où elles sont attestées.

### Semi-voyelles
Les lettres y et w sont utilisées pour la notation directe de la semi-voyelle correspondant aux voyelles antérieures (/i/, /e/, /ɛ/) par 'y' et celle correspondant aux voyelles postérieures (/ɔ/, /o/, /u/) par 'w'.

### Consonnes
Les consonnes sont représentées par des lettres simples ou par des digrammes.
|           | Bilabial | Bilabial | Labio- dental | Labio- dental | Alvéolaire | Alvéolaire | Post- alvéolaire | Post- alvéolaire | Palatal | Palatal | Vélaire | Vélaire | Laryngale | Laryngale | Labio- vélaire | Labio- vélaire |
| --------- | -------- | -------- | ------------- | ------------- | ---------- | ---------- | ---------------- | ---------------- | ------- | ------- | ------- | ------- | --------- | --------- | -------------- | -------------- |
| Nasale    | m        | m        |               |               | n          | n          |                  |                  | ny      | ny      | ng ng’  | ng ng’  |           |           |                |                |
| Occlusive | p        | b        |               |               | t          | d          |                  |                  |         |         | k       | g       |           |           | kp             | gb             |
| Fricative |          |          | f             | v             | s          | z          | sh               | j                |         |         |         |         | h         | h         |                |                |
| Affriquée |          |          |               |               |            |            | c                | dj               |         |         |         |         |           |           |                |                |
| Latérale  |          |          |               |               | l          | l          |                  |                  |         |         |         |         |           |           |                |                |
| Vibrante  |          |          |               |               | r          | r          |                  |                  |         |         |         |         |           |           |                |                |

### Quantité vocalique
| quantité vocalique   | notation |
| -------------------- | -------- |
| voyelle courte       | e        |
| voyelle longue       | ee       |
| voyelle ultra-longue | eee      |

La notation de la quantité vocalique (voyelle longue ou courte) est recommandée par le doublement du signe de voyelle pour les voyelles longues. Les voyelles ultra-longues peuvent être représentées par le triplement de signe de voyelle.

### Tons
| ton            | notation |
| -------------- | -------- |
| ton haut       | ó        |
| ton moyen      | o̍        |
| ton bas        | ò        |
| ton montant    | ǒ        |
| ton descendant | ô        |

La notation des tons est recommandée. En général, le ton le plus fréquent n’a besoin d’être noté afin d’alléger l’orthographe.
Les symboles suivants sont utilisés :
- l’accent aigu pour le ton haut ;
- l’accent grave pour le ton bas ;
- l’accent circonflexe pour le ton descendant ;
- l’accent antiflexe pour le ton montant ;
- le trait vertical pour le ton moyen.

## Divergences
Plusieurs langues congolaises utilisent aujourd’hui des lettres ne figurant pas dans l’uniformisation de 1974. Par exemple :
- le b crocheté ‹ ɓ › en lobala ou pagibete ;
- le d crocheté ‹ ɗ › en pagibete ;
- le e culbuté ‹ ə › en zandé ;
- le i cédille ‹ i̧ › en kinande ou mangbetu ;
- le i barré ‹ ɨ › en lendu, lika, mangbetu, ou mayogo ;
- le eng ‹ ŋ › en avokaya, kakwa ou mangbetu ;
- le œ ‹ œ › en mbandja ou mono ;
- le u cédille ‹ u̧ › en kinande ;
- le u barré ‹ ʉ › en budu, mangbetu, mayogo, lendu, lika ou zandé ;
- le v crocheté ‹ ʋ › en lugbara.